# Île de Thanet
L’île de Thanet, en anglais Isle of Thanet, est une ancienne île d'Angleterre, à la pointe orientale du Kent. Elle était séparée du continent par le détroit de Wantsum, qui offrait une route maritime sûre entre le continent et l'estuaire de la Tamise. Ce détroit s'est peu à peu comblé, si bien que de nos jours Thanet n'est plus une île. 
L'île de Thanet forme la plus grande partie du district de Thanet. Deux phares ont été érigés depuis le XVIIe siècle sur les falaises de South et North Foreland. L'un a été désaffecté et l'autre est encore en activité pour marquer le danger du banc de Goodwin.

## Toponymie
Le nom de Thanet est attesté dès le IIe siècle sous la forme Tonetic, puis Tanat's (IIIe siècle, Solin), Tanatos en 731, Tenid en 679 et Tenet (par exemple dans des chartes de 679, 689).
Les travaux de référence en toponymie anglaise (comme le Concise Oxford Dictionary of English Place-Names d'Eilert Ekwall) voient une origine britonnique : Thanet signifierait « île de feu / île brillante » (tân en gallois et tan en breton signifient « feu »), et cela a conduit à l'hypothèse que l'île devait abriter un phare ou un signal,,.
Tanet pourrait également être une construction toponymique d'origine celtique, commune en Europe et basée sur le mot celte *tanno-, signifiant « chêne vert » et sur le suffixe celte *-etu, un ensemble d'arbre. Thanet pourrait ainsi signifier « chênaie », comme dans les toponymes français Thenney (Eure, Thaneth v. 1050); Tennie (Sarthe, Tanida au IXe siècle) ou Tanedo en Lombardie (Tanetum, Tite-Live). On retrouve cette même racine dans le nom commun tanin.

## Géologie
L'île est presque entièrement formée de craie, une roche sédimentaire calcaire tendre datant du Crétacé, appartenant plus particulièrement à la craie de Margate, formée entre le Santonien et le Campanien, une sous-division de la formation de craie de Newhaven. Sous cette formation, et affleurant sur les pourtours de l'île, se trouve la formation de craie de Seaford, qui contient relativement plus de nodules et de filons de silex, parfois appelée « membre de Broadstairs ». La craie de Seaford est d'âge coniacien à santonien tandis que la craie de Margate est d'âge santonien à campanien. Toutes deux étaient traditionnellement désignées sous le nom de « craie supérieure », mais elles sont désormais classées comme faisant partie du « sous-groupe de la craie blanche », qui fait partie du groupe de la craie au sens large.
Les sables, les limons et les argiles de la formation de Thanet (anciennement Thanet Beds) d'âge paléogène, d'une épaisseur de 100 m, recouvrent la craie à l'intérieur du détroit de Wantsum et par endroits sur la surface de l'île elle-même. La zone donne son nom au Thanétien, reconnu internationalement, qui décrit les roches de cette partie particulière du Paléocène dans le monde entier. Les dépôts de loess se trouvent dans de nombreuses vallées crayeuses peu profondes et dans certaines zones de terrains plus plats de l'île.

## Géographie

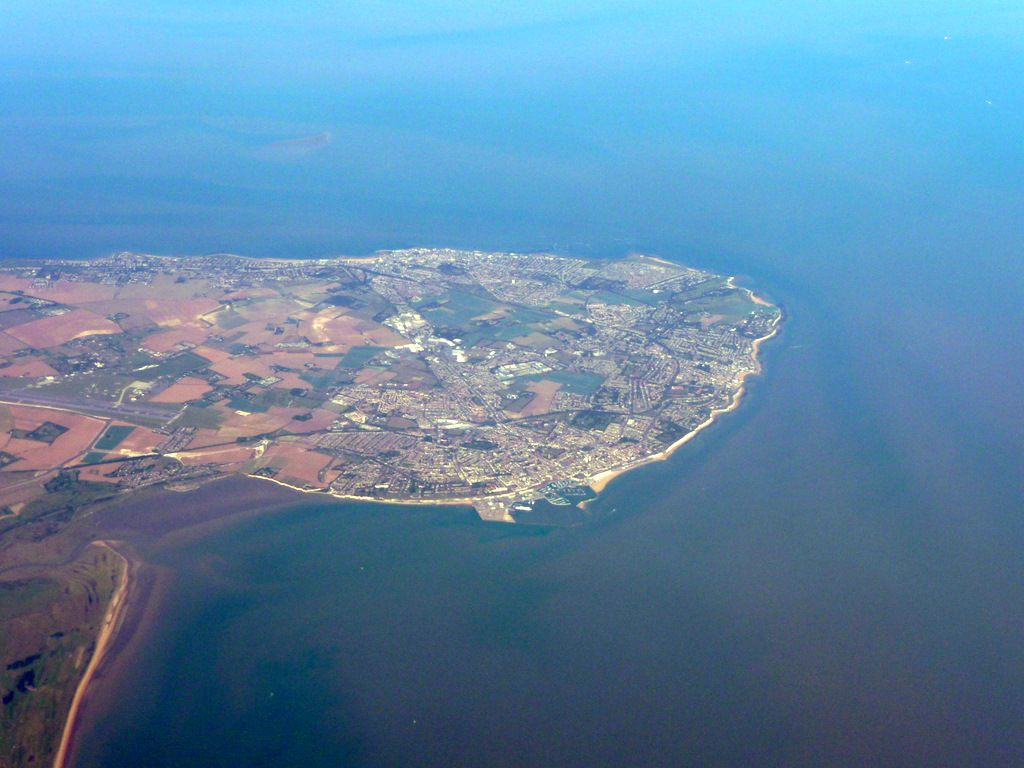
L'île de Thanet vue du sud

L'île de Thanet s'est formée lorsque le niveau de la mer a augmenté après la dernière période glaciaire, vers 5000 av. J.-C. La mer du Nord a empiété sur les terres qui constituent aujourd'hui l'estuaire de la Tamise, puis vers le sud pour atteindre les terres plus élevées des North Downs, laissant dans son sillage une île composée de craie. La mer a fini par percer les vallées fluviales des North Downs au sud (craie moyenne) et a finalement ouvert la Manche actuelle, formant le détroit de Wantsum.
Le détroit de Wantsum s'est peu à peu rétréci à mesure que des plages de galets se sont formées à l'extrémité sud du détroit, bloquant le limon descendant du petit fleuve Stour. Au VIIIe siècle, Bède le Vénérable écrit que le détroit avait alors une largeur de trois furlongs (600 m). Une carte de 1414 montre un passage de bac à Sarre. Le premier pont sur la Manche a été construit à cet endroit en 1485. Jusqu'au milieu du XVIIIe siècle, un ferry reliait Sandwich à l'île ; en 1755, un pont-levis en bois a été construit et le ferry a été fermé.
Aujourd'hui, l'île n'est plus une île et l'ancien détroit n'est plus qu'un marais plat sillonné de fossés de drainage. Les falaises de craie exposées sont progressivement usées par la mer, en particulier à l'avant-pays nord. Une grande partie du reste de la côte est une zone bâtie. La région de Wantsum est toujours sujette aux inondations : lors du raz-de-marée en mer du Nord en 1953, Thanet a été isolée pendant quelques jours, mais les défenses maritimes ont été renforcées depuis. Le sol et le climat agréable de l'île ont toujours favorisé l'agriculture.

## Histoire

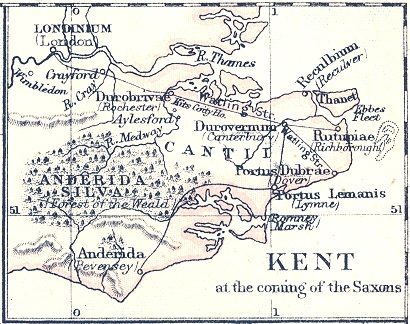
Carte du Kent à l'époque romaine.

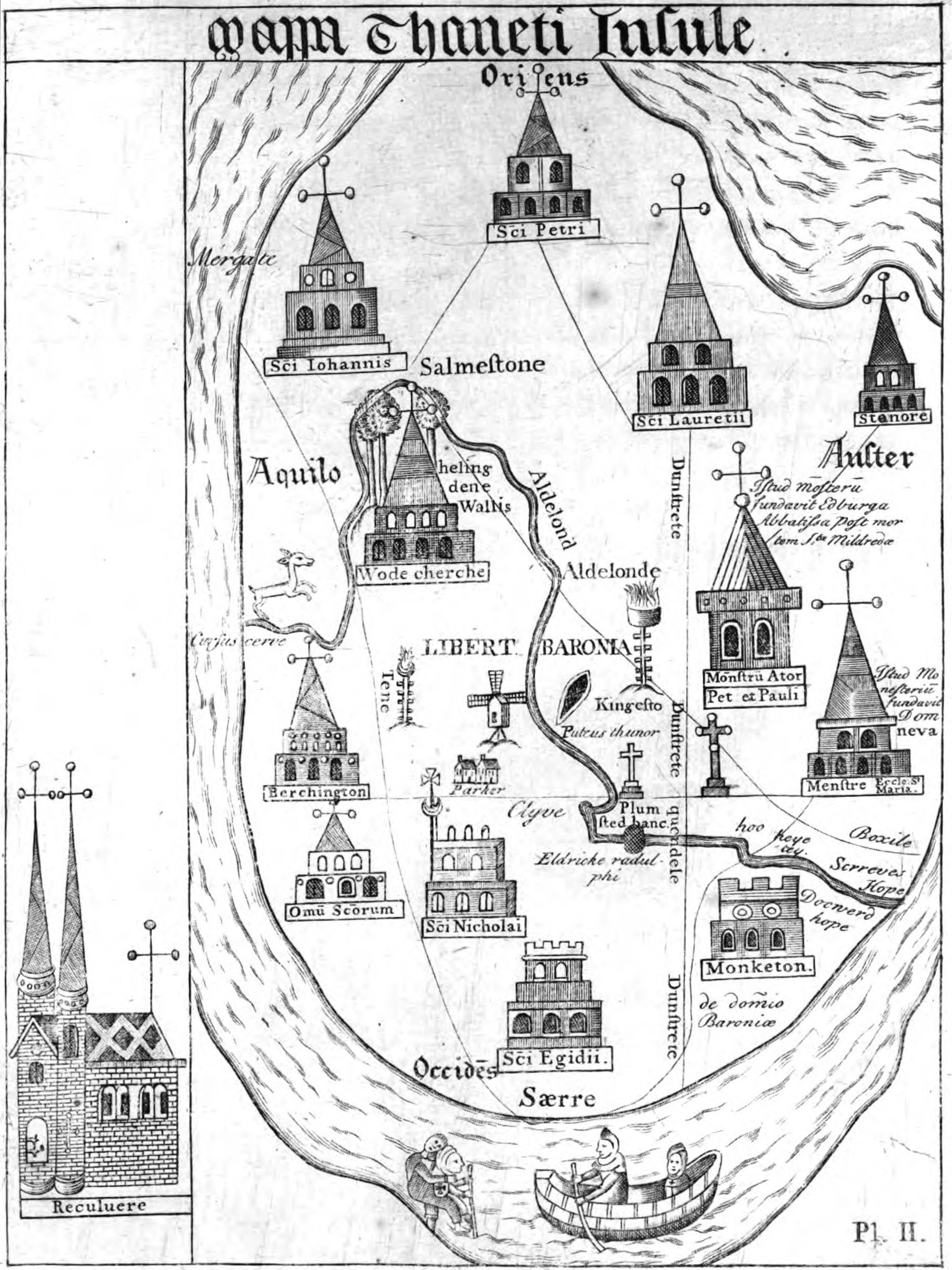
Adaptation d'une carte du XVe siècle de l'île de Thanet. Le nord est sur la gauche. Thomas Elmham, Historia Monasterii S Augustini Cantuariensis.

Les découvertes archéologiques montrent que la région aujourd'hui connue sous le nom d'île de Thanet était une importante zone de peuplement de l'âge de pierre. Un important trésor d'outils de l'âge du bronze a été découvert à Minster-in-Thanet, et plusieurs établissements de l'âge du fer ont également été mis au jour.
Comme leurs prédécesseurs, les Romains ont également traversé la mer pour envahir la Bretagne (la Grande-Bretagne actuelle). Jules César est venu en premier, brièvement, à la fois en 55 et en 54 avant Jésus-Christ. En 2017, des archéologues de l'université de Leicester ont fouillé un fort romain couvrant jusqu'à 20 ha à Ebbsfleet, et l'ont daté d'environ 55-50 av. J.-C. Ils l'ont en outre relié à l'invasion de la Grande-Bretagne par César en 54 av. J.-C. et ont suggéré que la force d'invasion est arrivée dans la baie de Pegwell, toute proche,. Près d'un siècle plus tard, en 43, Claude a envoyé quatre légions en Bretagne, où les Romains devaient rester pendant les 400 années suivantes. Pendant cette période, le port de Rutupiæ, de l'autre côté du détroit de Wantsum, est devenu l'un des principaux ports de la région. Après l'effondrement de l'Empire romain et leur départ de Bretagne, d'autres envahisseurs ont rapidement suivi.
Selon l'historien ecclésiastique du VIIIe siècle Bède le Vénérable, Vortigern, « roi des Bretons », était attaqué par les Pictes et les Scots vers 430 et demanda de l'aide. Parmi ceux qui vinrent figurent les Jutes Hengist et Horsa. Vortigern leur aurait donné l'île de Thanet en échange de leurs services, selon l'Historia Brittonum : « Puis vinrent trois nefs, chassées d'Allemagne en exil. Parmi elles se trouvaient les frères Horsa et Hengest… Vortigern les accueillit, et leur remit l'île qui dans leur langue s'appelle Thanet. »
En 597, Augustin de Cantorbéry aurait, selon Bède, débarqué avec 40 hommes à Ebbsfleet, dans la paroisse de Minster-in-Thanet, avant de fonder le deuxième monastère chrétien de Bretagne à Cantorbéry (le premier avait été fondé cinquante ans plus tôt par Colomba d'Iona sur Eileach an Naoimh dans les Hébrides). Une croix érigée en 1884 marque l'endroit.
Après un raid sur l'île de Sheppey en 835, Thanet devint une cible régulière des attaques vikings, ses monastères côtiers vulnérables constituant des cibles commodes pour les envahisseurs. En 851 et à nouveau en 854, les Vikings hivernent à Thanet et poursuivent leurs raids au printemps. Les monastères de Thanet ont ensuite été utilisés par les Danois comme salles de festin ou quartiers généraux. En 865, la Grande Armée païenne campe à Thanet et les habitants du Kent lui verse un danegeld en échange de la paix. Néanmoins, les Vikings n'ont pas respecté cet accord et se sont remis à saccager l'est du Kent.
En 1334-1335, Thanet avait la plus forte densité de population du Kent selon les listes de subventions laïques du roi Édouard III. Pendant la Guerre de Cent Ans, Thanet sert de grenier à blé pour Calais, alors territoire anglais, et des documents de la fin du XVe siècle font référence à des remparts sous les falaises nécessitant un entretien. L'érosion côtière a depuis longtemps détruit ces structures.